# San Antonio Oeste
San Antonio Oeste is een plaats in het Argentijnse bestuurlijke gebied San Antonio in de provincie Río Negro. De plaats telt 16.966 inwoners.